# Peperomia ayacuchana
Peperomia ayacuchana är en pepparväxtart som beskrevs av William Trelease. Peperomia ayacuchana ingår i släktet peperomior, och familjen pepparväxter. Inga underarter finns listade i Catalogue of Life.